# Ophain-Bois-Seigneur-Isaac
Ophain-Bois-Seigneur-Isaac (wa. Opin-Bollozak) – dzielnica (section) gminy Braine-l’Alleud w Belgii, w Regionie Walońskim, w prowincji Brabancja Walońska, w okręgu Nivelles. 1 stycznia 2020 roku liczyła 4303 mieszkańców. Do 31 grudnia 1976 samodzielna gmina.

## Demografia
Liczba mieszkańców, stan na 1 stycznia:
| Rok                | 1930 | 1961 | 2020 |
| ------------------ | ---- | ---- | ---- |
| Liczba mieszkańców | 1687 | 1592 | 4303 |